# 石蟆镇
石蟆镇，是中华人民共和国重庆市江津区下辖的一个乡镇级行政单位。

## 行政区划
石蟆镇下辖以下地区：
石蟆口社区、稿子社区、羊石社区、转龙村、仙鱼村、关溪村、望江村、桥子村、二溪村、登云村、郭坪村、六贡村、杨柳村、大同村、感益村、正林村、和平村、天旗村和东溪村。